# Szuezi-csatorna

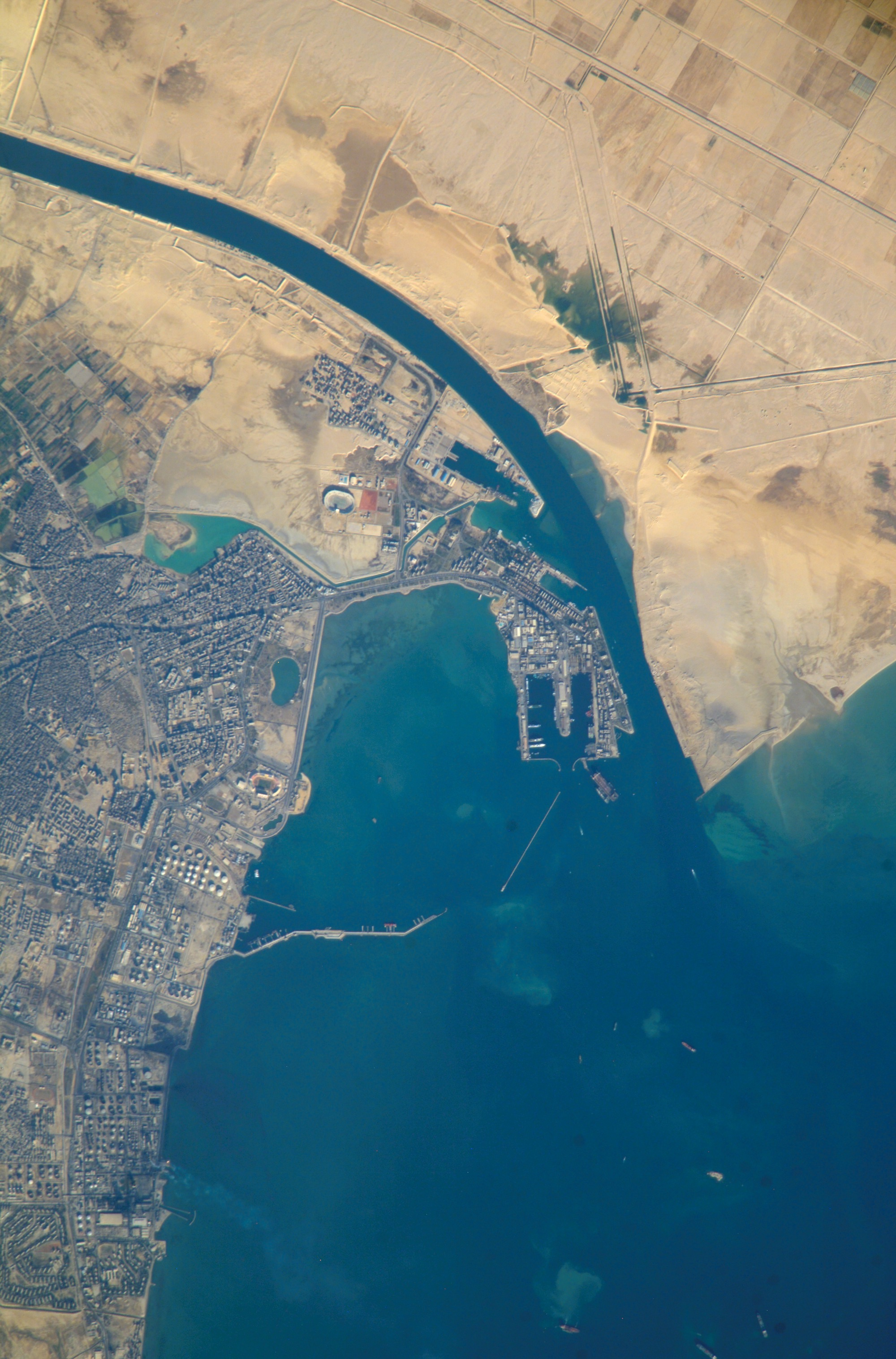
A Szuezi-csatorna a vörös-tengeri Szuez városánál

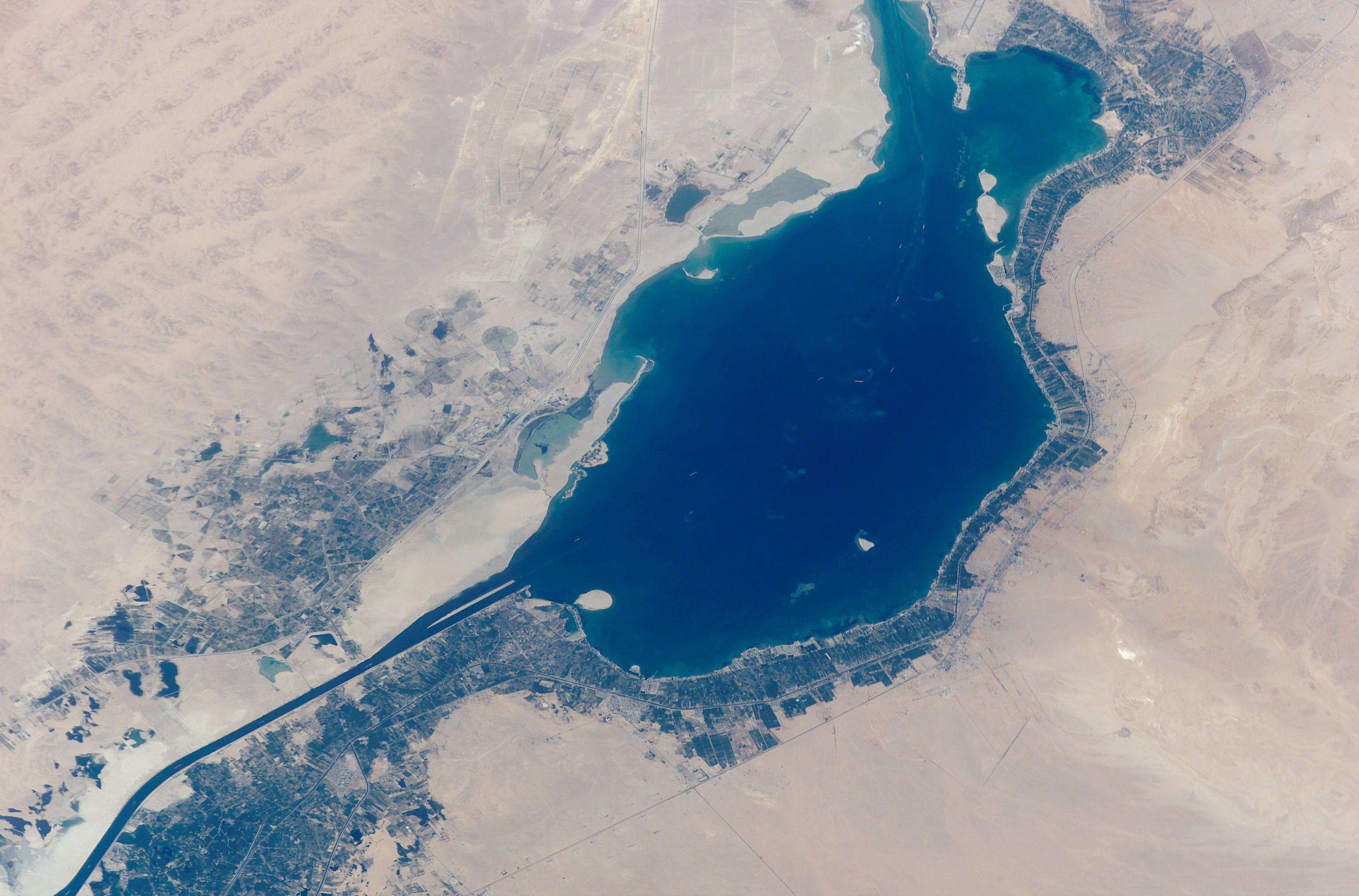
A csatornán a hajók útvonala a Nagy-Keserű-tavon vezet keresztül

A Szuezi-csatorna (arabul: قناة السويس, azaz Kanát asz-Szuvajsz), a Sínai-félsziget nyugati és a Nílus-delta keleti szélén épült tengeri csatorna, a világ egyik legfontosabb víziútja. Hossza 193 km, a legkeskenyebb részén 300 m széles, mélysége 24 m. Egyiptomban található, a földközi-tengeri Port Szaíd és a vörös-tengeri Szuez városokat köti össze.
A csatorna megnyitása előtti időkben az áruk szállítása a Földközi-tenger és a Vörös-tenger között gyakran a hajókból való kirakodással és a szárazföldön való áthordással járt együtt. A csatorna kezdetben csak egyirányú – észak-déli irányú – vízi szállítást tett lehetővé Európa és Ázsia között, Afrika megkerülése nélkül. A hajók egyszerre csak egy irányba haladhattak a csatorna kapacitása miatt, de 2015-ben elkészült és átadásra került a csatorna második ága, az új szuezi csatorna, ami lehetővé teszi a folyamatos forgalmat mindkét irányba.
A csatornát két részre, északi és déli részre osztja a 250 km² kiterjedésű sós vizű tó, Nagy-Keserű-tó (arabul: البحيرة المرة الكبرى, al-Buhajrah al-Murra al-Kubra), összekapcsolván a Földközi-tengert és a vörös-tengeri Szuezi-öblöt. Mivel a csatorna nem zárt, a tengervíz szabadon áramolhat a tóba a párolgási veszteség pótlására. A tónak puffer szerepe is van, csökkenti az árapály áramlások hatását.

## Az ókori csatorna ("Fáraók csatornája")
A szuezi földszoroson át a Földközi-tengert a Vörös-tengerrel összekötő csatorna ötlete a már az ókorban felmerült.
Valószínűleg már III. Szenuszert fáraó (XII. dinasztia) is ásatott kelet-nyugat irányú csatornát a Tumilát-völgyben, mely összekapcsolta a Nílust a Vörös-tengerrel a Punttal való közvetlen kereskedelem érdekében. Ásatások bizonyítják létezését legalább az i. e. 13. századig, II. Ramszesz fáraó idejéig. Később ez a csatorna jelentőségét vesztette, betemetődött.
II. Nékó (i. e. 610–595), a Nílus-delta pelusiumi ága és a Keserű-tavak északi vége közt ismét csatornát kezdett építtetni, amelyet Hérodotosz szerint I. Dareiosz perzsa király (i. e. 522–486), Egyiptom meghódítója és fáraója fejezett be 100 évvel később. Ezt a csatornát II. Ptolemaiosz (i. e. 285–247) a Vörös-tengerig kibővítette, majd félbehagyta. Ezt a víziutat jelenti a "Fáraók csatornája" kifejezés.
A csatorna idővel bedüledezett, de az actiumi csata idejében (i. e. 31) Kleopátra néhány hajója még ezen át jutott ki a Vörös-tengerre.
A római császárok idején elhanyagolt csatornát Traianus (98–117) építtette újjá. A csatorna néhány évszázadon keresztül ismét feledésbe merült, majd I. Omár kalifa idejében a 7. században ismét helyreállították. 767-ig használták, amikor végleg betemették al-Manszúr bagdadi kalifa utasítására a Nílus-deltavidéki lázadók elszigetelése érdekében.

## Az újkori Szuezi-csatorna

### A Szuezi–csatorna történetének főbb állomásai
- 1859. április 25.: a csatornaépítkezés elkezdődik.
- 1869. november 16.: Szuezi-csatorna megnyitója, üzemeltető és tulajdonos a Szuezi-csatorna Társaság (Compagnie Universelle du Canal Maritime de Suez).
- 1875. november 25.: Anglia kisebbségi résztulajdonossá válik a társaságnál, A Szuezi-csatorna Társaság 44%-át szerzi meg, a maradék részt a francia szindikátus felügyeli.
- 1882. augusztus 25.: A britek átveszik a teljes ellenőrzést a csatorna felett.
- 1936. november 14.: Szuezi-csatorna övezet létesítése, brit ellenőrzés alatt.
- 1956. június 13.: A Szuezi-csatorna övezet visszahelyezve egyiptomi ellenőrzés alá.
- 1956. július 26.: Egyiptom államosítja a Szuezi-csatornát.
- 1956. november 5. – december 22.: Francia, angol és izraeli csapatok elfoglalják a Szuezi-csatorna övezetét.
- 1956. december 22.: Egyiptom visszakapja a csatorna területét.
- 1967. június 5. – 1975. június 5.: A csatorna zárva az egyiptomi blokád alatt.
- 1975. április 10.: Csatorna újramegnyitása.
- 2014. augusztus 5.: Abdul-Fattah el-Sisi elnök tv beszédben bejelenti az új szuezi csatorna mega-projekt elindítását, ami magában foglalja a meglévő csatorna bővítését, és környéke globális kereskedelmi központtá fejlesztését.
- 2015. augusztus 6.: Az ásási és kotrási munkák július 15-i befejezésével az új szuezi csatorna megnyitására augusztus 6-án került sor.[1]

### A csatorna építése

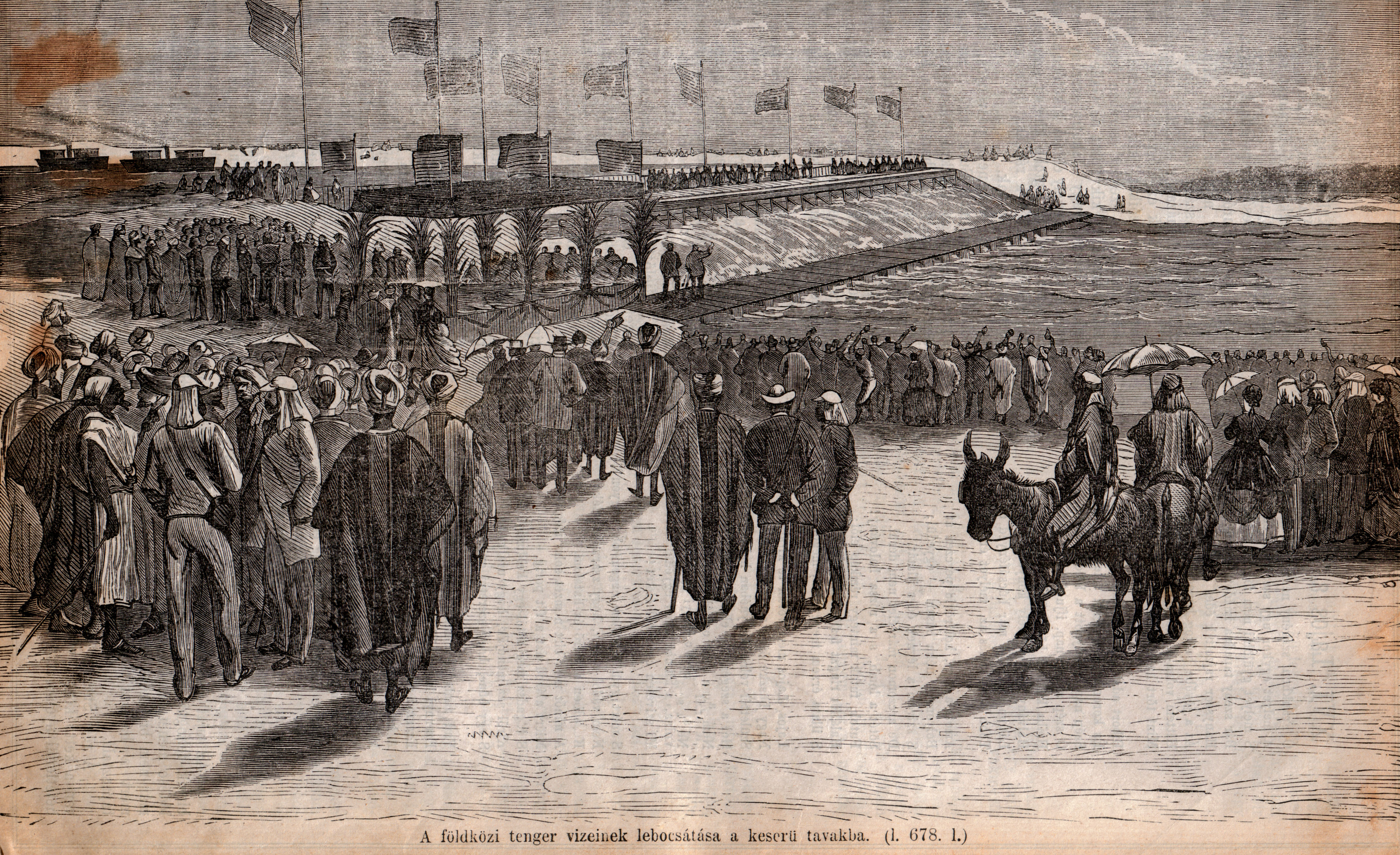
A csatorna átadása (Képes Világ című ismeretterjesztő és szépirodalmi képes családi lap beszámolójának illusztrációja, a Szuezi-csatorna átadásáról. 1869. 43. szám)

Az első próbálkozás egy modern csatorna építésére Bonaparte Napóleon egyiptomi expedíciójából származik, aki így akarta elérni, hogy Anglia kereskedelmi hátrányba kerüljön. Az előkészületeket 1799-ben Jacques-Marie Le Père (1763–1841) kezdte, azonban egy (később hibásnak bizonyult) számítása szerint a Földközi-tenger és a Vörös-tenger szintjének eltérése mintegy 10 méter, ami túlságosan nagy, így a zsilip nélküli csatorna megvalósítása lehetetlen. A munkálatokat felfüggesztették.
Évtizedekkel később, 1846-ban egy francia tudósokból alakult társulás ismét tanulmányozta a csatorna megvalósításának lehetőségét. 1847-ben Paul Adrien Bourdalouë (1798–1868) egy új méréssel bebizonyította hogy nincs komoly különbség a tengerek szintje között. Linant de Bellefonds (1799–1883) jelentése Ferdinand de Lesseps alexandriai francia alkonzul (1805–1894) figyelmét is felkeltették.
1858. december 15-én Ferdinand de Lesseps megalapította a Szuezi-csatorna társaságot (Compagnie Universelle du Canal Maritime de Suez), miután 99 évre szóló koncessziókat kapott Szaíd pasa egyiptomi alkirálytól a tengerhajózási csatorna megépítésére és üzemeltetésére. Alois Negrelli osztrák mérnök tervei szerint a Szuezi-csatorna építését 1859. április 25-én kezdte meg a Szuezi-csatorna társaság és a mintegy 10 évig tartó munkálatok után az első hajó 1869. február 7-én haladhatott keresztül rajta. A csatorna hivatalos megnyitó ceremóniájára 1869. november 16-án került sor, melyen a világ minden tájáról hatezer híres meghívott vett részt.

### Brit fennhatóság
1875-ben Benjamin Disraeli brit miniszterelnök – kihasználva Egyiptom tetemes államadósságát – a brit kormány nevében kivásárolta a Csatorna-társaságból Egyiptom résztulajdonát, így a csatorna működtetése részben Nagy-Britannia irányítása alá került, osztozva a többségében francia magánbefektetőkkel. Nagy-Britannia biztosította a maga számára az Indiába vezető utat.
A csatorna stratégiai fontosságúvá vált, mivel kereskedelmi összeköttetést jelentett Nagy-Britannia és gyarmatai (India, a Távol-Kelet, Ausztrália és Új-Zéland) között. A terület egésze pedig stratégiailag jelentős Észak-Afrikának és a Közel-Keletnek egyaránt.
1882-ben, az Egyesült Királyság csapatai megszállták a Szuezi-csatorna egyiptomi partvidékét, átvéve az Egyiptom fölötti „védnökséget” az Oszmán Birodalomtól. Így a kisebbségi tulajdonos de facto megszerezte a csatorna feletti teljes ellenőrzést. Az egyiptomi polgárháború alatt a csatorna terület „semlegességét” brit csapatok biztosították.
1888. március 2-án az akkori európai vezető hatalmak (Nagy-Britannia, a Német Birodalom, az Osztrák–Magyar Monarchia, Spanyolország, Franciaország, Olaszország, Hollandia, az Orosz Birodalom és az Oszmán Birodalom) a Konstantinápolyi-konvencióban rögzítették, hogy a Szuezi-csatorna szabad átjárhatóságát minden hajónak garantálják háborúban és békeidőben egyaránt.
1936-os brit–egyiptomi szerződésben Nagy-Britannia ragaszkodott a csatorna feletti ellenőrzés megtartásához. 1951-ben Egyiptom felbontotta a szerződést, majd 1954-re a britek beleegyeznek a csapatok kivonásába.

### Az 1956-os szuezi válság
Miután az Egyesült Királyság és az Amerikai Egyesült Államok visszavonta a felajánlott támogatást az épülő Asszuáni-gáthoz, – mert Egyiptom a Szovjetunió segítségével fegyverkezett, – 1956. július 26-án Gamal Abden-Nasszer elnök államosította a csatornát. Ez vezetett 1956 novemberében a brit, francia és izraeli invázióhoz, a néhány héten át tartó Szuezi válsághoz. Az ekkor keletkezett károk és az elsüllyedt hajók miatt a csatorna zárva volt 1957 áprilisáig, amikor ENSZ-csapatok segítségével megtisztították. Ezután az ENSZ-csapatok biztosították és tartották fenn a csatorna övezet és a Sínai-félsziget semlegességét.
Az 1967-es hatnapos háború és az 1973-as arab–izraeli háború eseményei miatt a csatorna 1975. június 5-éig zárva volt.
Jelenleg nemzetközi megfigyelő erők (Multinational Force and Observer) (MFO) (többségében amerikai katonák) ellenőrzik a Sínai-félszigetet. Miután 1979-ben az ENSZ csapatok mandátuma lejárt, tárgyalások kezdődtek új megfigyelő erők felállítására. 1981-ben felállították az MFO-t, összhangban a többlépcsős izraeli csapatkivonással. Ezek a megfigyelő erők nem ENSZ irányítás alatt állnak, hanem az Egyesült Államok, Egyiptom, Izrael, és további részt vevő nemzetek közötti egyezmény alapján működnek.

### 2000-es évek

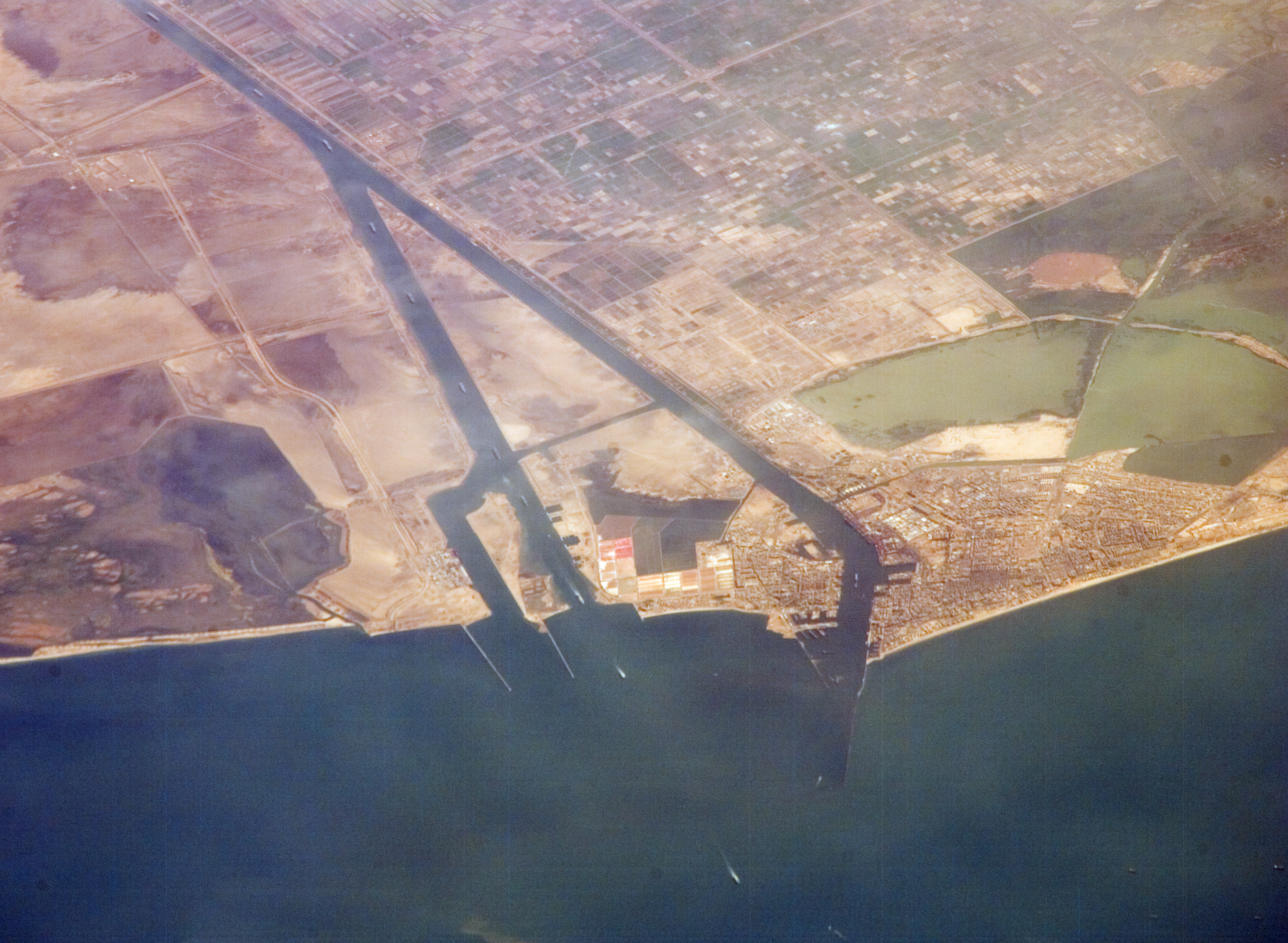
Űrfelvétel a csatorna bejáratáról Port Szaídnál (2006)

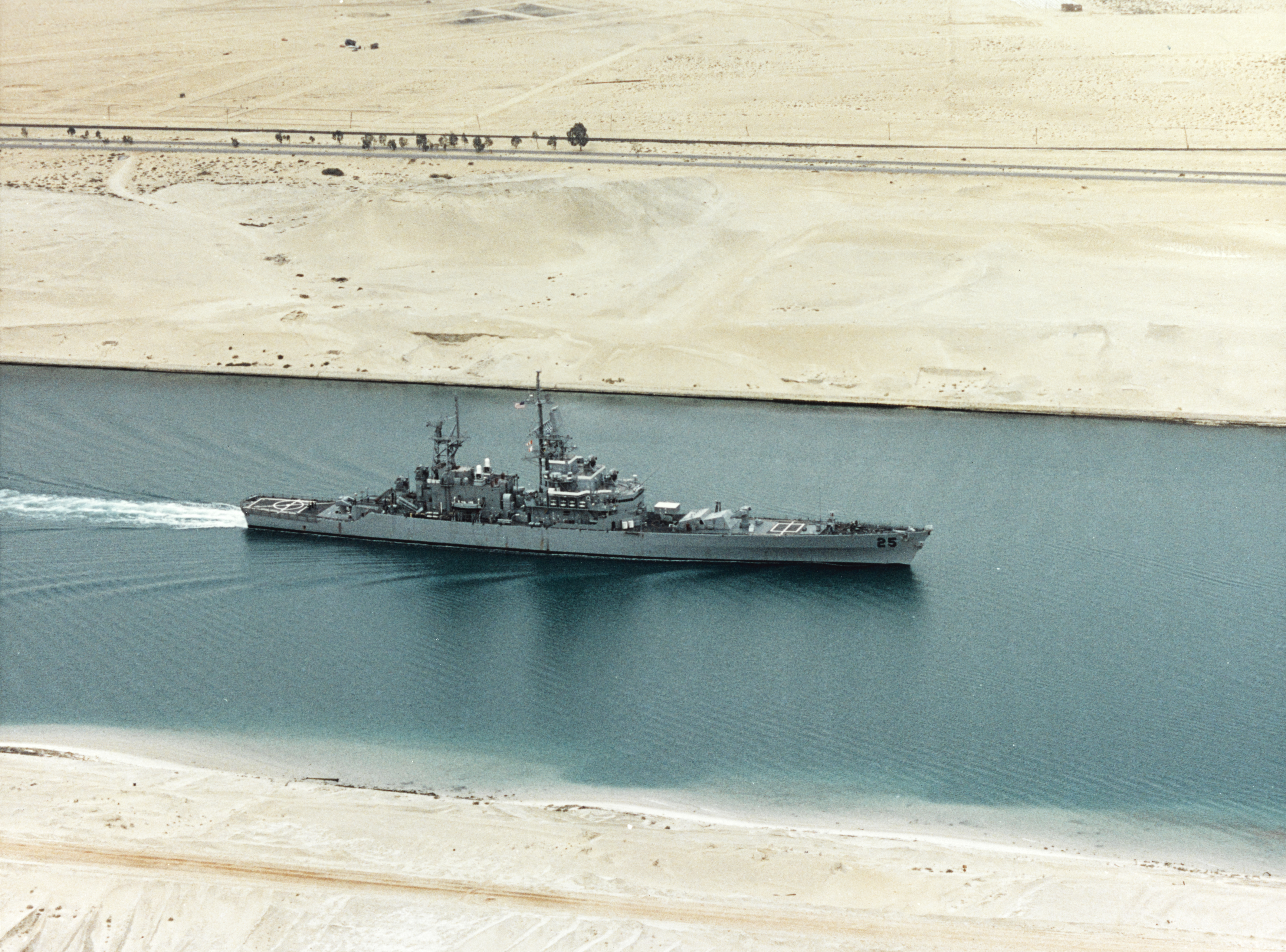
Egy amerikai hadihajó a Szuezi-csatornában

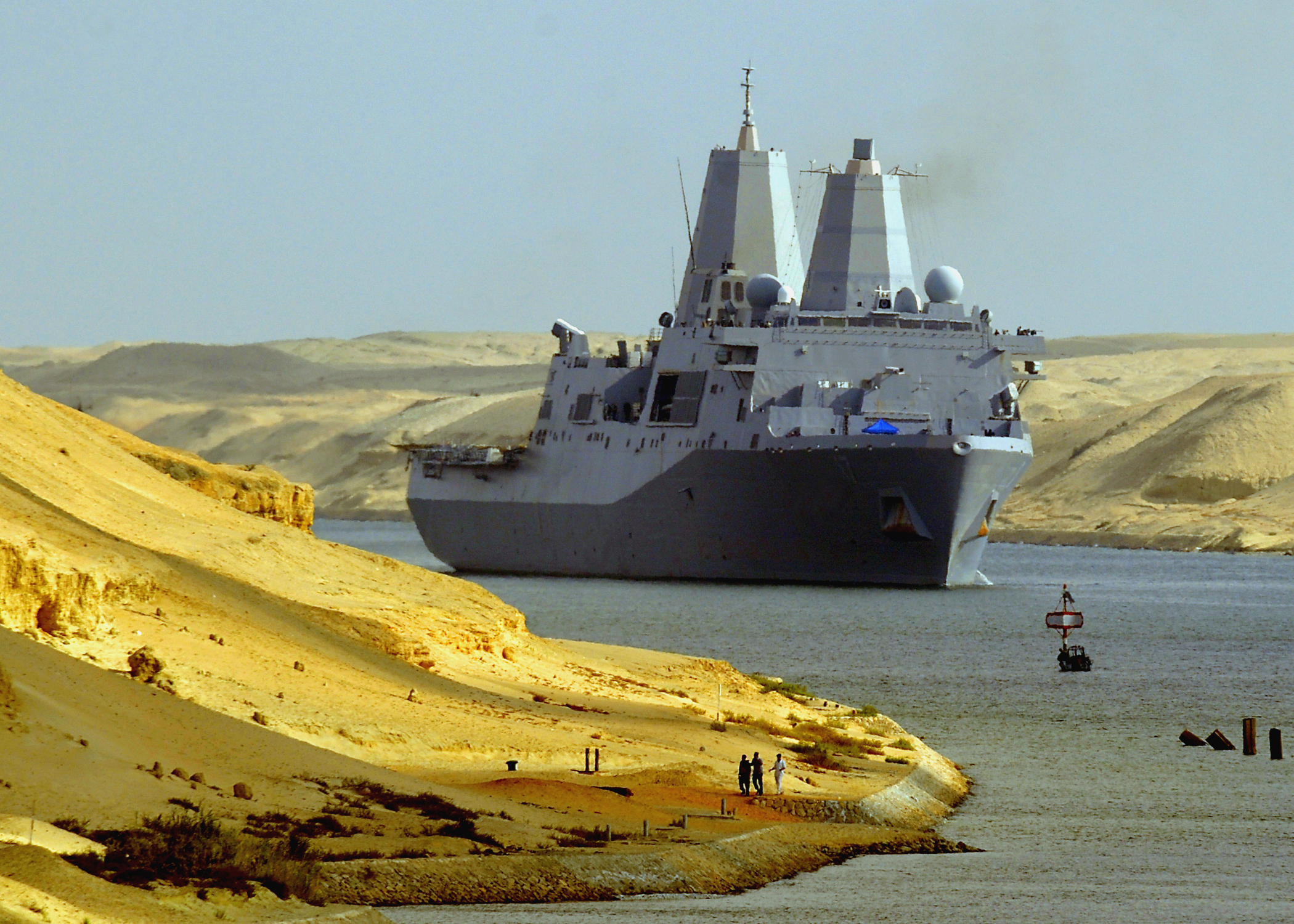
Hajó a csatornán

A csatornának nincsenek zsilipjei, mert a terep sík. A csatorna maximum 150 000 t vízkiszorítású teherrel megrakott hajók áthaladására alkalmas. A hajóknak 16 m-es merülési mélységet tesz lehetővé, de a korábbi fejlesztési tervek szerint 2010-ig ezt tovább szándékoztak növelik 22 m-ig, ami már óriás tartályhajók (supertanker) áthaladását is megengedi. Jelenleg[mikor?] az óriás tankhajók terhének egy részét át kell rakodni egy a csatorna által biztosított hajóba és az áthaladás után, a túloldalon ismét vissza kell rakodni. Egyetlen hajózható pálya van, számos kikerülést biztosító kitérő területtel. A hajók egymás után, konvojban közlekednek. Átlagos napokon két konvoj tart dél felé és egy északnak. Az első dél felé tartó konvoj a kora reggeli órákban indul és halad le a Nagy-Keserű-tóig, ahol horgonyt vetnek a hajózó csatornán kívüli területen, és megvárják a délről közeledő másik konvoj elhaladását. Utána az észak felé tartó konvoj a Kantara közelében levő kitérőnél halad el a csatorna partjához kikötött, második, dél felé tartó konvoj mellett is. A Szuezi-csatorna Hatóság jelentése szerint 2003-ban 17 224 hajó haladt át a csatornán, ami kb. 8%-a a világ teljes hajóforgalmának. Az átkelés időtartama 11 és 16 óra közötti, kb. 8 csomós (mintegy 15 km/h) sebességgel haladva. A sebességkorlátozás a hajók által keltett hullámzás csatornapartot erodáló hatását csökkenti.
1980-ban adták át a csatorna alatt átvezető Ahmed Hamdi közúti alagutat és 1999-óta fent, 226 m magasban nagyfeszültségű villamos távvezetékek is keresztezik a csatornát. A csatorna nyugati partján, annak teljes hosszában egy vasúti vonal is végigfut.
2021 márciusának végén egy tajvani illetőségű óriáshajó (Ever Given – 400 m hosszú, 59 m széles) az erős szélben keresztbe fordult a csatorna déli végén. Az eltorlaszolt vízi úton közel egy hétig teljesen megszűnt a hajóforgalom, óránként mintegy 400 millió dolláros kárt okozva a világkereskedelemnek.

### Új Szuezi-csatorna
2014 nyarán indították el a csatorna bővítésére szolgáló, Új Szuezi-csatornának nevezett projektet. A projekt lehetővé teszi, hogy a hajók egy 35 km-es szakaszon egyidejűleg mindkét irányban áthaladjanak a csatornán. Az új csatornát 2015. augusztus 6-án nyitották meg.

## Tisztségviselők

### ASzuezi-csatorna Társaságelnökei
- 1855 – 1894. december 7.: Ferdinand de Lesseps
- 1892. december 17. – 1896. július 17.: Jules Guichard (1894. december 7-ig de Lesseps helyettese)
- 1896. augusztus 3. – 1913: Auguste Louis Albéric, prince d'Arenberg
- 1913. május 19. – 1927: Charles Jonnart
- 1927. április 4. – 1948. március 1.: Louis de Vogüé
- 1948. április 4. – 1956. július 26.: François Charles-Roux

### Brit alkonzulokSzuezben
- 1922 – 1924: G. E. A. C. Monck-Mason
- 1924 – 1925: G. C. Pierides (ügyvivő)
- 1925 – 1926: Thomas Cecil Rapp
- 1926 – 1927: Abbas Barry (ügyvivő)
- 1927 – 1931: E. H. L. Hadwen (ügyvivő 1930-ig)
- 1931 – 1934: A. N. Williamson-Napier
- 1934 – 1936: H. M. Eyres
- 1936 – 1940: D. J. M. Irving
- 1940 – 1941: R. G. Dundas

### Konzulok
- 1941 – 1942: R. G. Dundas
- 1942 – 1944: H. G. Jakins
- 1944 – 1946: W. B. C. W. Forester
- 1946 – 1947: Frederick Herbert Gamble
- 1947 – 1948: E. M. M. Brett (ügyvivő)
- 1948 – 1954: C. H. Page
- 1954 – 1955: F. J. Pelly
- 1955 – 1956: J. A. D. Stewart-Robinson (ügyvivő)
- 1956: J. Y. Mulvenny

### A Szuezi-csatorna övezet kormányzói
- 1936. november 14. – 1939. július 24.: ?
- 1939. július 24. – 1941. május 7.: Sir Archibald Wavell
- 1941. május 7. – 1942. augusztus 7.: Sir Claude John Eyre Auchinleck
- 1942. augusztus 7. – 1943. február 19.: Harold Rupert Leofric George Alexander
- 1943. február 19. – 1944. január 6.: Henry Maitland Wilson
- 1944. január 6. – 1946. június: Sir Bernard Charles Tolver Paget
- 1946. június – 1947. június: Miles Christopher Dempsey
- 1947. június – 1950. július 25.: Sir John Tredinnick Crocker
- 1950. július 25. – 1953. április: Sir Brian Hubert Robertson
- 1953. április – 1953. szeptember 28.: Sir Cameron Gordon Graham Nicholson
- 1953. szeptember 28. – 1956. június 13.: Sir Charles Frederic Keightley

### Szövetségi főparancsnok
- 1956. november 5. – 1956. december 22.: Sir Charles Frederic Keightley (s.a.)

### A Szuezi-csatorna hatóság elnökei (1956–)
- Dr. Mohamed Helmy Bahgat Badawy (1956. július 26. – 1957. július 9.)
- Mahmoud Younis mérnök (1957. július 10. – 1965. október 10.)
- Mashhour Ahmed Mashhour mérnök (1965. október 14. – 1983. december 31.)
- Mohamed Ezzat Adel mérnök (1984. január 1. – 1995. december)
- Ahmed Ali Fadel admirális (1996. január 22. – 2012. augusztus)
- Mohab Mamish admirális (2012. augusztus –2019. augusztus)
- Osama Mounir Rabie (2019. augusztus – hivatalban)

## Kapcsolatok a partok között
Északról, Dél felé haladva:
- A Szuezi-csatorna-híd (é. sz. 30,828248°, k. h. 32,317572°30.828248°N 32.317572°ESuez Canal Bridge) , azaz Egyiptomi-Japán barátság híd, mely Mubárak béke híd néven is ismert, egy magas-vezetésű rögzített közúti híd Kantaránál (a város neve arabul hidat jelent). A kábelfeszítésű híd 70 méter magasan ível át a csatorna felett és a fáraókori obeliszkek formájára tervezett fő tartópillérek magassága 154 m. A híd teljes hossza 9 km, melyből 5 km a rávezető utak és 4 km a kábelfüggesztésű híd hossza. A japán kormány segítségével épült és 2001 októberében adták át.
- el-Ferdán vasúti híd (é. sz. 30,657°, k. h. 32,334°30.657000°N 32.334000°EEl Ferdan Railway Bridge) , Iszmáilija városától 20 km-re északra. A 340 m fesztávjával a leghosszabb forgóhíd a világon. Vasúti és közúti közlekedést teszi lehetővé. Építését 2001-ben fejezték be. Az előző híd megsemmisült az 1967-es arab-izraeli konfliktusban.
- Csővezetékek melyek édesvizet szállítanak a Sínai-félszigetre a csatorna alatt kb. 57 km-re Szueztől északra (é. sz. 30° 27′ 18″, k. h. 32° 21′ 00″30.455000°N 32.350000°EFresh-water pipelines).
- Ahmed Hamdi alagút (é. sz. 30° 05′ 09″, k. h. 32° 34′ 32″30.085833°N 32.575556°EAhmed Hamdi Tunnel)  a Nagy-Keserű-tótól délre, 1983-ban épült. Szivárgási problémák miatt egy új, vízhatlan alagutat építettek a régi belsejében 1992 és 1995 között.
- A Szuezi-csatornát keresztező 500 kV-os magasfeszültségű távvezetéket (é. sz. 29,996°, k. h. 32,583°29.996000°N 32.583000°ESuez Canal overhead powerline crossing) 1999-ben az STFA Enerkom-Siemens Konzorcium építette.

Egy vasútvonal fut végig a csatorna teljes hosszában a nyugati parton, azzal párhuzamosan.